# نیروی زمینی لیتوانی
نیروی زمینی لیتوانی (انگلیسی: Lithuanian Land Forces) نیروی زمینی زیرمجموعه نیروهای مسلح لیتوانی است، که در سال ۱۹۱۹ تأسیس شد.